# 希臘國家男子排球隊
希臘國家男子排球隊是希臘的男子排球國家隊。希臘在1951年加盟國際排聯。希臘在1967年首次參加歐洲排球錦標賽的賽事，在1986年首次參加世界排球錦標賽的賽事。1987年，希臘獲得歐洲排球錦標賽的第三名。2004年，希臘首次參加奧運會的排球比賽。